# Epoch (album)
Epoch è il quarto album in studio del progetto di musica ambient Tycho, pubblicato il 30 settembre 2016 con Ghostly International. È l'ultimo album di una "trilogia" del progetto, che inizia nel 2011 con Dive e continua con Awake nel 2014.
L'album ha debuttato in cima alla classifica Billboard Dance / Electronic Albums. L'album ha ricevuto recensioni generalmente positive dalla critica ed è stato nominato come miglior album dance / elettronico al 59° Grammy Awards.
Epoch ha ricevuto recensioni generalmente positive da parte della critica, avendo ricevuto un punteggio normalizzato di 76 su 100 secondo Metacritic.

## Tracce
1. Glider – 4:53
2. Horizon – 4:09
3. Slack – 4:11
4. Receiver – 4:15
5. Epoch – 5:45
6. Division – 3:58
7. Source – 4:18
8. Local – 2:53
9. Rings – 4:08
10. Continuum – 1:44
11. Field – 2:40